# Sacred (canción de Depeche Mode)
Sacred es una canción del grupo inglés de música electrónica Depeche Mode compuesta por Martin Gore, publicada en el álbum Music for the Masses de 1987.

## Descripción
El título se traduce sencillamente como Sagrado o Sacro, y es uno de los más cercanos a los estándares de música gótica al estar conducido por el teclado en notación grave de Alan Wilder, en este caso simulando el órgano de una iglesia, e incluso al inicio tiene un complemento de voces femeninas en segundo plano en forma de coro religioso.
Paradójicamente resulta también un tema eminentemente bailable, al ritmo de la notación tan grave pero íntegramente electrónica, con un efecto de percusión aún sintético pero que cada vez se endurecía más, bases sostenidas igualmente en una modulación semi-grave e incluso sonidos de vacío, haciéndola una pieza un poco extraña. El coro principal y algunas secciones de las estrofas se cantan a dos voces por David Gahan y Martin Gore, siendo prácticamente la mitad del tema a dueto.
La letra también pareciera desentonar, pues aunque se le plantea como una suerte de canto religioso, de lo que en realidad habla es de amor incondicional, el amor en que se basa la religión, o el éxtasis que produce el amor, como siempre la interpretación es más bien abierta pues en su lírica sentencia como el sentimiento torna al enamorado en un misionero del amor.
Por otro lado, es también una muestra de cómo los tres miembros ejecutantes de DM podían construir una melodía conservando cada quien algo de protagonismo sin opacarse forzosamente entre ellos; cada quien aún en un sintetizador. La música en sí, comenzaba a orientarse hacia algo más ambiental y onírico, aspecto que además sería retomado en temas posteriores faltos de sonoridad pero de tipo más introspectivo.
Aunque el álbum Music for the Masses se distingue porque el sonido de DM se volvía algo más accesible, alejado de propuestas escandalosas o contestatarias, Sacred se acercaba peligrosamente a aquellas temáticas que en discos anteriores les ganaran desaprobación de los sectores religiosos, al ser un tema rock pop inspirado justo en el tema sacro; aun así resultaba uno de los que tuvieron un mayor potencial para ser promocionados por su ritmo sumamente bailable y electro.
Sin embargo, para Martin Gore lo religioso ha sido en toda su carrera un tema de inspiración, capitalizado especialmente solo unos años después en el álbum de DM Songs of Faith and Devotion de 1993, uno de los más importantes de su carrera.
Como curiosidad, en el álbum Music for the Masses aparece continuado después del tema Strangelove por el coro sostenido con una base electrónica grave a un volumen bajísimo.

## En directo
La canción estuvo presente durante todo el correspondiente Tour for the Masses, tal como aparece en el álbum con lo cual DM demostraba su virtuosismo para ejercitar un tema sumamente producido. Posterior a esa gira, el tema nunca ha sido retomado.

## Versiones
El grupo portugués Moonspell realizó una versión de este tema en su EP 2econd Skin.
- Datos: Q6116709